# Максимова, Лариса Львовна
Лари́са Льво́вна Макси́мова (5 ноября 1943, Коченёво, Новосибирская область — 4 апреля 2025, Новосибирск) — российский математик и педагог, специалист в области математической логики, лауреат премии имени А. И. Мальцева (2009).

## Биография
Родилась в с. Коченёво Коченевского района Новосибирской области.
В 1965 году окончила механико-математический факультет НГУ.
В 1968 году защитила кандидатскую диссертацию (научный руководитель — академик А. И. Мальцев).
В 1986 году защитила докторскую диссертацию.
В Институте математики имени С. Л. Соболева Сибирского отделения АН СССР (РАН) с 1965 г.: стажёр-исследователь, младший (1967), старший (1979), ведущий (1986), главный (2009) научный сотрудник.
С 1965 г. по совместительству работает в НГУ: ассистент, доцент (1972), профессор (1991) кафедры алгебры и математической логики.
Скончалась 4 апреля 2025 года в возрасте 81 года.

## Научная деятельность
Научная область: математическая логика, в частности, неклассические логики: релевантные, суперинтуиционистские, модальные, временные логики; алгебраическая логика, общая теория алгебраических систем.
Решена проблема табличности в расширениях интуиционистской логики и в расширениях известной модальной логики S4.
Найдено исчерпывающее описание суперинтуиционистских логик с интерполяционным свойством и с проективным свойством Бета.
Доказана разрешимость проблем табличности и интерполяции в суперинтуиционистских и модальных исчислениях.
Доказано, что все транзитивные модальные логики обладают свойством определимости по Бету. Напротив, темпоральные логики с линейным или с разветвленным временем не имеют ни интерполяционного свойства, ни свойства Бета.

## Основные публикации
- Максимова Л. Теорема Крейга в суперинтуиционистских логиках и амальгамируемые многообразия псевдобулевых алгебр // Алгебра и логика, т. 16(1977), с. 643—681.
- Maksimova L. On variable separation in modal and superintuitionistic logics // Studia Logica, 55(1995), 99-112.
- Maksimova L. Intuitionistic Logic and Implicit Definability // Annals of Pure and Applied Logic, 105(2000), 83-102.
- Maksimova L. Strongly Decidable Properties of Modal and Intuitionistic Calculi // Logic Journal of IGPL, 8, no. 6(2000), 797—819.
- Лавров И. А., Максимова Л. Л. Задачи по теории множеств, математической логике и теории алгоритмов. 4-е изд. М., Физматлит, 2001 (предыдущие издания — 1974, 1985, 1995 гг., венгерский перевод — 1988).

## Награды
- Премия имени А. И. Мальцева (2009) — за серию научных работ «Неявная определимость и интерполяция в неклассических логиках»
- премия Правительства РФ в области образования (2010).